# Acero (araldica)
In araldica l'acero compare frequentemente nell'araldica civica canadese, anche se solo come foglia. La foglia d'acero è il simbolo del Canada e compare sulla sua bandiera.

Acero araldico: la rappresentazione privilegia la forma della foglia, per identificare la pianta, rispetto all'aspetto generale dell'albero
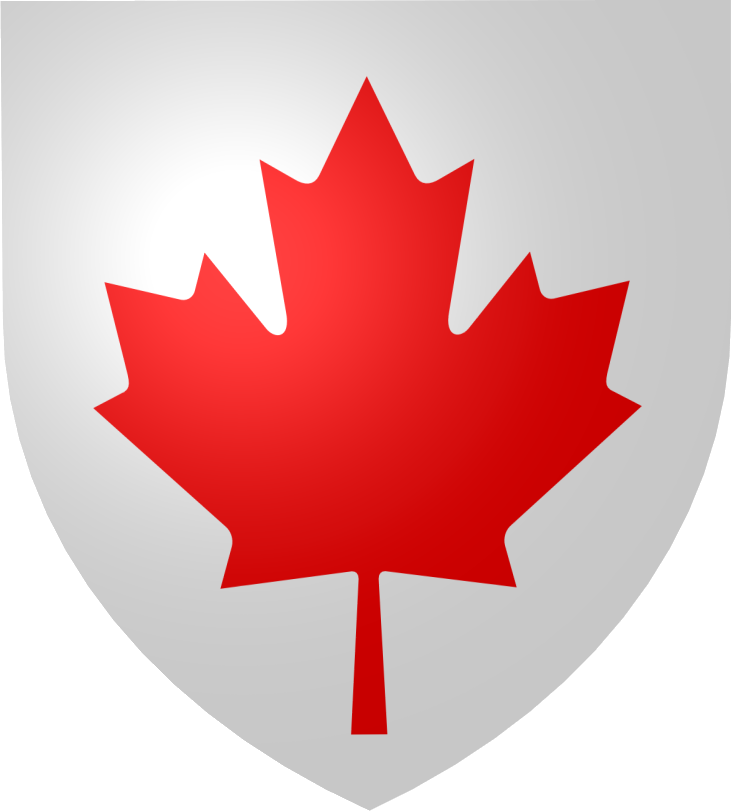
D'argento, alla foglia d'acero di rosso
Di rosso, a tre foglie d'acero d'oro (Lentvaris, Lituania)
Di rosso, alla foglia d'acero d'argento posta in banda (Ahorn, Germania)
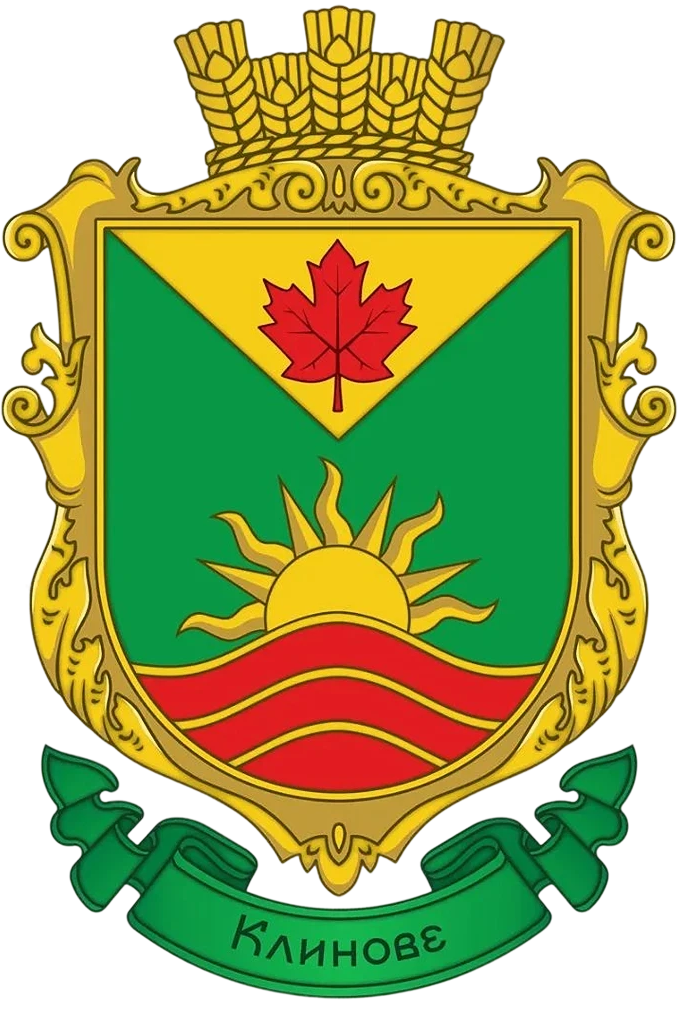
Di verde, al sole d'oro nascente da una campagna di tre onde di rosso bordate d'oro; al capo triangolare d'oro, caricato da una foglia d'acero di rosso (Klynove, Ucraina)
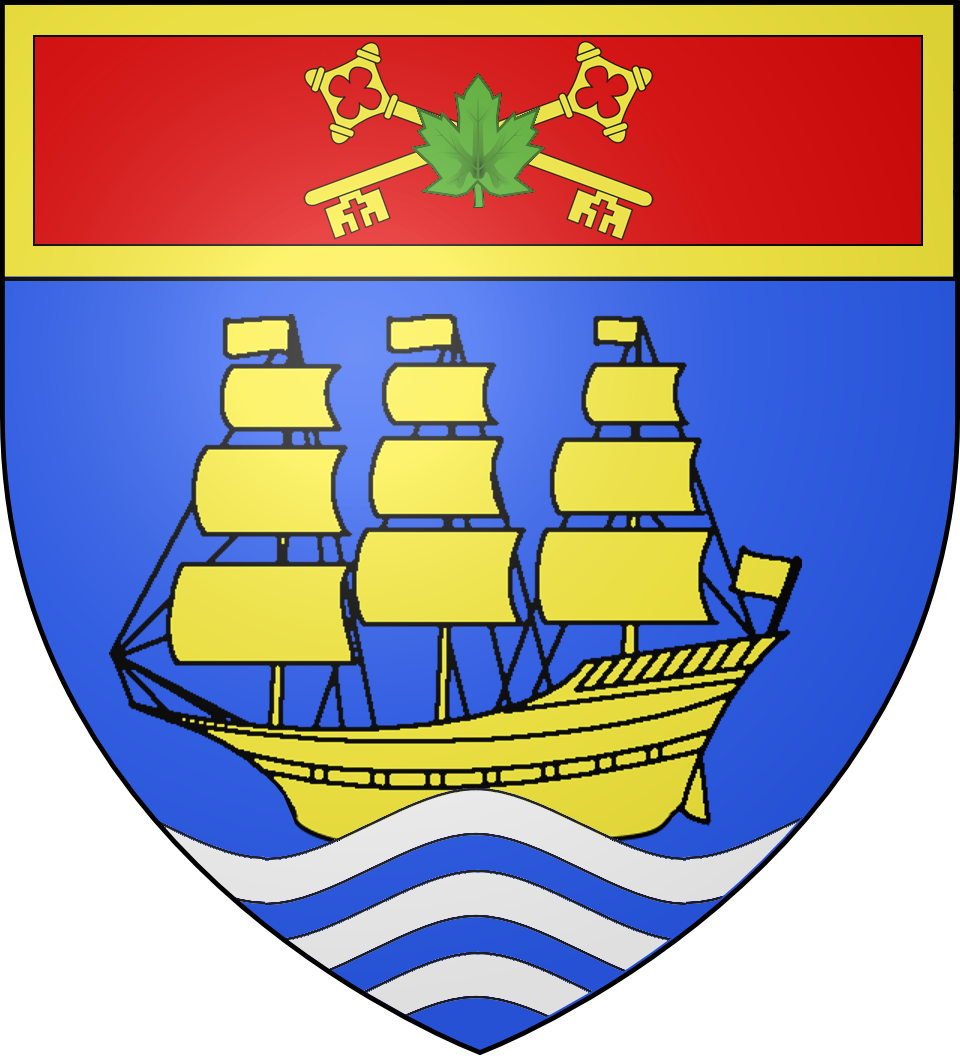
D'azzurro, alla campagnata ondata burellata d'argento e d'azzurro, cimata da una nave antica navigante a vele spiegate d'oro, al capo di rosso bordato d'oro e caricato da due chiavi d'oro poste in decusse, alla foglia d'acero di verde attraversante sulle chiavi (Québec, Canada)
Interzato in fascia: le prime due fasce formano un inquartato: nel 1° di rosso, a tre leopardi d'oro l'uno sull'altro (Inghilterra); nel 2° d'oro, al leone di rosso in una doppia cinta fiorita e controfiorita dello stesso (Scozia); nel 3° d'azzurro, all'arpa d'oro, cordata d'argento (Irlanda); nel 4° d'azzurro, a tre gigli d'oro (Francia); la terza fascia d'argento, a tre foglie d'acero fustate di rosso (Stemma del Canada)
Interzato in fascia: nel 1° d'azzurro, a tre gigli d'oro; nel 2° di rosso, al leopardo d'oro armato e lampassato d'azzurro; nel 3° d'oro, al ramo d'acero da zucchero fogliato di tre pezzi di verde (Provincia del Québec, Canada)

## Traduzioni
- Francese: érable
- Inglese: maple
- Tedesco: Ahorn
- Spagnolo: arce
- Olandese: esdoorn, ahorn, aak